# Olivia Taylor Dudley
Olivia Taylor Dudley (San Luis Obispo, California, 4 de noviembre de 1985) es una actriz estadounidense de cine y televisión. Es más conocida por películas y series de televisión como Chernobyl Diaries, CSI: Miami, Arrested Development y Chillerama, y también por su trabajo con el grupo de internet 5-Second Films.

## Biografía
Nació y se crio en San Louis Obispo, California, hija de Jim y Sandra Dudley.
Se mudó a Los Ángeles a la edad de 17 y es actriz desde entonces.
Se la conoce por sus papeles en películas notables como Paranormal Activity: The Ghost Dimension, Dumbbells o The Vatican Tapes.
En agosto de 2015 consiguió un papel habitual de Alice Quinn en la serie dramática de fantasía de Los Magos, de Syfy.

## Filmografía

### Cine y televisión
| Año       | Título                                  | Personaje               | Notas                                          |
| --------- | --------------------------------------- | ----------------------- | ---------------------------------------------- |
| 2007      | Anna Nicole                             | Bailarina               |                                                |
| 2007      | Dewy Cox: una vida larga y dura         | Fumadora de marihuana   | No acreditada                                  |
| 2008      | Remembering Phil                        | Novia de Susie          |                                                |
| 2009      | Hector Quince                           |                         | Cortometraje                                   |
| 2010      | Stork                                   | Chica de Mendoza        |                                                |
| 2010      | Birds of a Feather                      | Chica #5                | Película para televisión                       |
| 2011      | Navy: investigación criminal            | Jancey Gilroy           | Serie de TV, 1 episodio                        |
| 2011      | Chillerama                              | Laura/enfermera Unger   |                                                |
| 2011      | Ticklish Cage                           | Prostituta de Las Vegas | Cortometrate                                   |
| 2011-2012 | CSI: Miami                              | Elizabeth Clark         | Serie de TV, 3 episodios                       |
| 2012      | Apartamento 23                          | Katarina                | Serie de TV, 1 episodio                        |
| 2012      | Atrapados en Chernobyl                  | Natalie                 |                                                |
| 2012      | El dictador                             | Svetlana                | Sin crédito final                              |
| 2013      | The Mindy Project                       | Chica del tatuaje       | Serie de TV, 1 episodio                        |
| 2013      | Arrested Development                    | Rose                    | Serie de TV, 1 episodio                        |
| 2013      | Monster machine                         | Gemela de terror        |                                                |
| 2013      | Dumbbells                               | Heather                 | Cortometraje                                   |
| 2013-2014 | Uproxx Video                            | Vanessa                 | Serie de TV, 8 episodios                       |
| 2014      | Transcendence                           | Groupie                 |                                                |
| 2014      | The Barber                              | Kelli                   |                                                |
| 2014      | The Front Page                          | Becky                   | Cortometraje                                   |
| 2015      | Appleton                                | Gracie                  |                                                |
| 2015      | The Comedians                           | Mesera                  | Serie de TV, 3 episodios                       |
| 2015      | Dude Bro Party Massacre III             | Motherface              |                                                |
| 2015      | Exorcismo en el Vaticano                | Angela Holmes           | Protagonista                                   |
| 2015      | Paranormal Activity: Dimensión fantasma | Skyler                  |                                                |
| 2015-2019 | Los Magos                               | Alice Quinn             | Serie de TV, protagonista                      |
| 2015-2016 | Aquarius                                | Billie Gunder           | Serie de TV, rol recurrente en la 3ª temporada |
| 2016      | Chuck Hank and the San Diego Twins      | Trash                   |                                                |

Nancy Drew
Charity Hudson/ Temperance Hudson
Antagonista